# キレイキレイ

「キレイキレイ」は、ライオン株式会社から発売中のハンドケア製品を中心としたブランドで、同社の登録商標（第4294667号ほか）である。イラストレーター・上田三根子のキャラクターデザインで知られる。

## 沿革
- 1997年（平成9年）6月 - ライオンが薬用石鹸事業に初参入、「キレイキレイ」のブランドを立ち上げる。最初は薬用せっけん、薬用ハンドソープ、薬用ボディソープのラインナップでスタート。
- 1999年（平成11年） - 「除菌ハンドスプレー」を発売。
- 2000年（平成12年）3月 - 台所用漂白剤「キッチンブライト」の後継商品として、「キッチンキレイキレイ お台所の除菌&漂白」を発売。
- 2001年（平成13年）
  - 3月 - 「薬用ハンドソープ」のパッケージをリニューアルし、同時に「お肌清潔シート」発売。
  - 4月 - 「絆創膏」を発売。
- 2002年（平成14年）3月 - 「薬用ハンドソープ」のパッケージと香りを改良、「薬用ボディソープ」・「薬用せっけん」改良、スプレータイプの漂白剤「キッチンキレイキレイ お台所の除菌・漂白 泡ジェル」を発売。
- 2003年（平成15年）3月 - 以前発売されていた「液体キッチンライムソープ」の後継商品として、「薬用キッチンハンドソープ」を発売。
- 2004年（平成16年）
  - 2月 - 「薬用泡ハンドソープ」を発売。
  - 3月 - 「除菌&漂白」、「除菌・漂白泡ジェル」を改良。
- 2005年（平成17年）
  - 3月 - 薬用ハンドソープシリーズ全品改良（薬用キッチンハンドソープは処方改良、薬用ハンドソープと薬用泡ハンドソープはつめかえ用の形状を変更）。「せいけつボディソープ」を発売。ボディソープの取扱いを再開する。
  - 11月 - うがい薬「ブクブクガラガラ液」を発売。
- 2006年（平成18年）
  - 3月 - 薬用ハンドソープシリーズ全品改良（薬用ハンドソープ・薬用キッチンハンドソープはボトル形状を変更、薬用ハンドソープ・薬用泡ハンドソープは天然エッセンシャルオイルを新たに配合）。
  - 4月 - 「薬用ハンドソープ」につめかえ用大型サイズを追加発売。
  - 10月 - 「薬用泡ハンドソープ」につめかえ用大型サイズを追加発売。
- 2007年（平成19年）7月 - 発売10周年を迎え、薬用ハンドソープシリーズは総計販売個数3億個を突破。
- 2008年（平成20年）
  - 5月 - 「薬用泡ハンドソープ」に数量限定品「マスカットの香り」・「チューリップの香り」を発売。
  - 10月 - 泡タイプの消毒液「薬用泡で出てくる消毒液」を発売。
  - 11月 - 「ブクブクガラガラ液」の後継品である「うがい薬」を発売。
- 2009年（平成21年）
  - 4月 - 「お手ふきウェットシート」を改良・アイテム追加。
  - 9月 - 「薬用泡ハンドソープ」に数量限定品だった「マスカットの香り」を追加発売。
  - 11月 - 「薬用泡で出てくる消毒液」につめかえ用を追加発売。

- 2010年（平成22年）

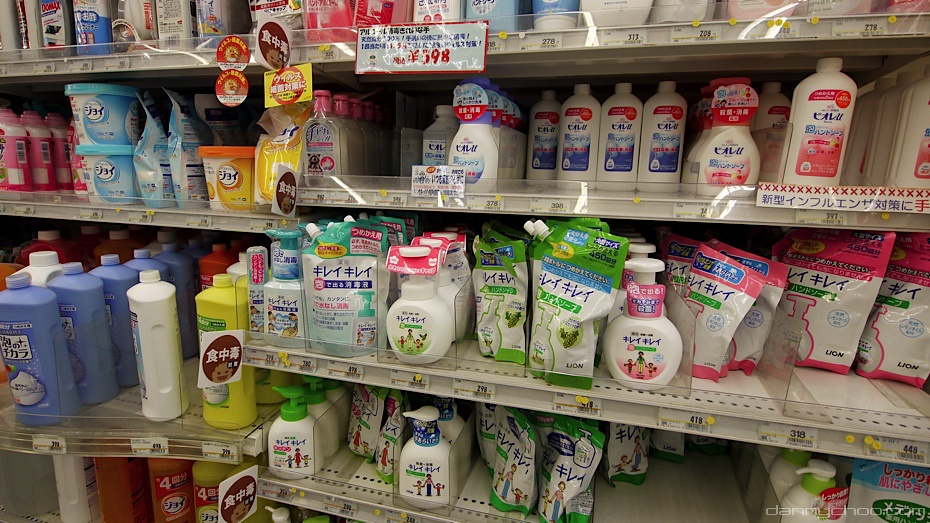
2010年

  - 3月 - 「薬用泡で出てくる消毒液」に携帯用、「薬用泡ハンドソープ マスカットの香り」につめかえ用大型サイズを追加発売。
  - 9月 - 「キッチンキレイキレイ」全製品のパッケージをリニューアル。
- 2011年（平成23年）
  - 9月 - 「うがい薬」のボトルを残量がわかるクリアボトルに変更しリニューアル発売。
  - 10月 - 「薬用ハンドソープ」・「薬用泡ハンドソープ（マスカットの香りを含む）」・「薬用キッチンハンドソープ」のパッケージをリニューアル。
  - 11月 - 「薬用泡ハンドソープ」に数量限定品「オレンジミックスの香り」を発売（本体+つめかえ用大型サイズのセット品のみの設定）
- 2012年（平成24年）9月 - 「薬用泡ハンドソープ」を改良（すすぎ性能向上成分カチオン性ポリマーを配合し泡切れを向上するとともに、「マスカットの香り」に替わり、数量限定品だった「オレンジミックスの香り」と新しい香りの「フローラルソープの香り」を追加）。併せて、「薬用ハンドソープ」・「薬用キッチンハンドソープ」・「薬用泡で出てくる消毒液」・「お手ふきウェットシート」のパッケージデザインをリニューアル。
- 2013年（平成25年）11月 - 「薬用泡ハンドソープ」に数量限定品「ミックスベリーの香り」を発売（本体+つめかえ用大型サイズのセット品のみの設定）
- 2014年（平成26年）5月 - 「薬用泡ハンドソープ」に数量限定品「ラムネの香り」を発売（本体+つめかえ用大型サイズのセット品のみの設定）
- 2015年（平成27年）2月 - 「薬用キッチン泡ハンドソープ」を発売。併せて、「薬用キッチンハンドソープ」は「薬用キッチン液体ハンドソープ」に改名し、パッケージリニューアル。
- 2016年（平成28年）
  - 3月 - 「薬用泡ハンドソープ」に新香調の「フルーツミックスの香り」を発売（「オレンジミックスの香り」は廃止）。併せて、「シトラスフルーティーの香り」と「フローラルソープの香り」はリニューアルを行い、「フローラルソープ」の香りは香調にローズの要素を加えて改良。本体はポンプヘッドの樹脂に抗菌剤を練り込んだ「抗菌ポンプヘッド」を採用した。
  - 9月 - 「薬用泡ハンドソープ」・「薬用液体ハンドソープ」のつめかえ用特大サイズ（1000ml）を、新容量の800mlにリニューアル。
- 2017年（平成29年）
  - 2月 - 「薬用キッチン泡ハンドソープ」をリニューアル。「薬用泡ハンドソープ」同様、本体はポンプヘッドの樹脂に抗菌剤を練り込んだ「抗菌ポンプヘッド」を採用した。
  - 9月 - 「薬用泡ハンドソープ」に数量限定品「ジューシーグレープの香り」・「リッチアップルの香り」の2種類を発売（本体+つめかえ用大型サイズのセット品のみの設定）。
- 2018年（平成30年）
  - 3月 - 「薬用泡ハンドソープ」に本体大型サイズを追加発売。
  - 9月 - 「薬用ハンドジェル」発売。
- 2019年（平成31年/令和元年）
  - 3月 - 「薬用泡ハンドソープ」・「薬用液体ハンドソープ」のつめかえ用特大サイズをボトルタイプに変更しリニューアル。
  - 7月 - 「99.99%除菌ウェットシート」を発売。
- 2020年（令和2年）3月
  - 「薬用ハンドコンディショニングソープ」を発売。
  - 「薬用泡ハンドソープ」・「薬用液体ハンドソープ」・「薬用キッチン泡ハンドソープ」・「薬用キッチン液体ハンドソープ」をリニューアル（自然切替）。2012年以来約8年ぶりにパッケージデザインが変更され、つめかえ用は「泡」と「液」の字を大型化して明確化するものへ変更された。
- 2021年（令和3年）
  - 1月 - 「薬用手指の消毒スプレー」の本体を数量限定で先行発売。
  - 2月 -
    - 「薬用泡ハンドソープ 専用オートディスペンサー」を数量限定でECサイト先行発売。
    - 「薬用泡ハンドソープ 携帯用」を数量限定で発売。

  - 3月
    - 「薬用ハンドジェル」を「薬用手指の消毒ジェル」に改名しリニューアル（本体と携帯用は自然切替）。従来の「つけかえ用」を口栓付きパウチを採用した「つめかえ用」に変更され、「携帯用」は外装を台紙+プラスチックフィルムからジップ付スタンディングパウチに変更された。
    - 「薬用手指の消毒スプレー」、「除菌・ウイルス除去スプレー」を発売。

  - 5月 - 「薬用泡ハンドソープ 専用オートディスペンサー」を店頭にも拡大し、数量限定で発売。
  - 9月 -
    - 「99.99%除菌ウェットティッシュ」に「アルコールタイプ」を追加発売し、既存品は「ノンアルコールタイプ」として「青のキレイキレイ」シリーズに連動したパッケージデザインへリニューアル。また、「除菌ウェットシート」も2020年3月にリニューアルされたハンドソープ類とデザインを統一化してパッケージリニューアル（自然切替）。なお、インテージSRIウエットティッシュ市場（39枚以下）における2020年暦年のブランド全体の累計販売金額がNo.1となったため、「選ばれて売上No.1」のアイコンも入る。
    - 数量限定発売されていた「薬用泡ハンドソープ 専用オートディスペンサー」と「薬用泡ハンドソープ 携帯用」を本発売。
- 2022年（令和4年）
  - 3月 -
    - 「薬用ハンドコンディショニングソープ」につめかえ用大型サイズを追加発売。
    - 「薬用手指の消毒ジェルプラス」を発売。

  - 9月 - 発売25周年記念品「薬用泡ハンドソープ しあわせつなぐ四つ葉のクローバーの香り」を数量限定で発売（本体大型サイズ+つめかえ用大型サイズのセット品のみの発売）。
- 2023年（令和5年）
  - 4月 - ユナイテッドアローズが展開するブランド「ユナイテッドアローズ グリーンレーベル リラクシング」とのコラボレーションによる「薬用泡ハンドソープ リラックスシトラス&アロマティックハーバルの香り」を数量限定で発売（本体大型サイズとつめかえ用特大サイズのみの設定）。この製品の売上の一部が国際協力機構（JICA）を通じて寄付され、バングラデシュの子どもたちの衛生支援に役立てられる[1]。
  - 8月 - 「薬用泡ハンドソープ」をリニューアル（自然切替）。「殺菌ベール処方」が新たに採用され、本体と本体大型サイズはポンプに加えてボトルにも抗菌剤が練り込まれた。なお、「薬用液体ハンドソープ」もパッケージデザインが変更された。
- 2024年（令和6年）
  - 4月 - 「薬用ハンドコンディショニングソープ ネロリ&ミュゲの香り」を数量限定で発売[2]。
  - 10月 - 「薬用ハンドコンディショニングソープ」に「あたたかな木漏れ日の香りシトラス&ラベンダー」を追加発売。既存品は「やさしいせっけんの香り」の香調名がつき、パッケージリニューアル[3]。
- 2025年（令和7年）4月 - 2024年（令和6年）9月で一度製造を終了した「薬用手指の消毒ジェルプラス」の携帯用をパッケージリニューアルの上で再発売し、新たに本体とつめかえ用を発売。

## 登場人物
キレイ ママ
30代。いつも元気で明るいが、ちょっとおっちょこちょい。
キレイ 美男（よしお）
外で遊ぶことが大好きな小学2年生。
キレイ 美子（よしこ）
おしゃれが大好きな幼稚園児。5歳。
キレイ パパ
電気製品エンジニア。現在アメリカ工場へ出張中。
エル
キレイ家の飼い犬
カオリちゃん
よしお・よしこの従姉。小学3年生。少し潔癖性で、言いたいことははっきり言う。
みえるくん
よしお・よしこの従弟。生後8～10ヶ月。普通の人には見えないものが見える能力があり、特にバイ菌には敏感。

## 製品ラインナップ
◎印：業務用サイズが設定されている製品（業務用はグループ会社のライオンハイジーンが販売する）
ハンドソープ
薬用泡ハンドソープ◎【医薬部外品】
本体250ml/本体大型サイズ500ml/つめかえ用200ml/つめかえ用大型サイズ450ml/つめかえ用特大サイズ800ml/携帯用50ml/業務用550ml/業務用2L/業務用4L/業務用10L（つめかえ用200mlと携帯用50mlはシトラスフルーティの香りのみの設定）
泡で出るタイプのハンドソープ。つめかえ用は通常サイズの他に、通常サイズ2個分+50mlの450ml入りでパウチタイプの大型サイズと、通常サイズ4個分でボトル入りの特大サイズも設定されている（特大サイズはこれまで一部販売店限定で販売されていたこともあり、ライオンホームページの製品情報には掲載されていなかったが、2016年3月のリニューアルに伴ってレギュラー化し、新たに掲載されるようになった）。なお、本体には「ウインドウストライプ」が入っており、つめかえ用の大型サイズと特大サイズはキャップ付である。また、本体大型サイズは本体（通常サイズ）2本分の容量（500ml）で、つめかえ用大型サイズが1回で全量つめかえ可能な設計となっている。携帯用は開封後も持ち運び用の袋として使用可能なジップ付パウチ包装で、詰替えて繰り返し使うことが可能である（容量が少ないため、リキャップが可能なつめかえ用大型サイズまたはつめかえ用特大サイズを推奨）。
天然レモンオイルを配合したシトラスフルーティの香り（ホワイト）の他に、「フルーツミックスの香り（ピンク）」と「フローラルソープの香り（パープル）」を加えた3種類がある。なお、2012年9月にリニューアルされる前は「マスカットの香り（黄緑）」が、2016年3月にリニューアルされる前は「オレンジミックスの香り（オレンジ）」がそれぞれ発売されていた。
なお、2021年3月に「フルーツミックスの香り」と「フローラルソープの香り」のつめかえ用が製造終了となり、つめかえ用大型サイズとつめかえ用特大サイズのみの設定となった。
薬用泡ハンドソープ 専用オートディスペンサー
生活防水（IPX4）対応・乾電池式の泡ハンドソープ専用ディスペンサー。非接触のセンサー式で、手をかざすだけで本体容器よりも約1.4倍量の泡が排出される。つめかえ式で、「薬用泡ハンドソープ」のつめかえ用を補充して使用する。専用ディスペンサー本体に加え、「薬用泡ハンドソープ」のつめかえ用1袋、単三型アルカリ乾電池3本、取扱説明書（保証書付）が同梱する。
薬用液体ハンドソープ◎【医薬部外品】
本体250ml/つめかえ用200ml/つめかえ用大型サイズ450ml/つめかえ用特大サイズ800ml/業務用2L/業務用4L/業務用10L
液で出るタイプのハンドソープ。2012年9月のリニューアル時に「薬用泡ハンドソープ」と区別するため、「薬用ハンドソープ」から製品名が変更された。
上記の4つの容量に加え、法人向けノベルティとして、120mlのミニサイズも設定されている。
薬用ハンドコンディショニングソープ【医薬部外品】
本体450ml/つめかえ用400ml/つめかえ用大型サイズ700ml
石けん成分を「キレイキレイ薬用泡ハンドソープ」の約1.6倍量配合し、「うるおいバリア」処方を採用した泡で出るタイプのハンドソープ。「やさしいせっけんの香り（乳白色）」と「あたたかな木漏れ日 シトラス&ラベンダー（グレージュ）」の2種類。本体は丸みを帯びたフォルムで下部にクラフト装飾が施されたボトルで、正面の文字要素を少なくしたロゴ表示となっている。また、「薬用泡ハンドソープ」の通常サイズに比べて本体は1.8倍量、つめかえ用は2倍量、つめかえ用大型サイズは約1.6倍量の大容量仕様となる。
薬用キッチン泡ハンドソープ【医薬部外品】
本体230ml/つめかえ用180ml
石けん成分に洗浄助剤（ラウリルジメチルアミンオキシド液）を配合した泡で出るタイプのキッチン用ハンドソープ。本体はボトルの形状が台形となる。
手指消毒剤
薬用手指の消毒ジェルプラス【指定医薬部外品】
本体230ml/つめかえ用200ml/携帯用40ml
ノンアルコール処方のジェルタイプ。有効成分としてベンザルコニウム塩化物が配合されている。携帯用は外装がジップ付スタンディングパウチとなっており、持ち歩きの際の袋を兼ねている。2024年9月に一度製造を終了したが、2025年4月に携帯用のパッケージリニューアルと本体・つめかえ用の追加を受けて再発売された。
ウェットシート
除菌ウェットシート
10枚/30枚
モモの葉エキスを配合したウエットシート。2009年（平成21年）4月に既存品を「アルコールタイプ」としてリニューアル発売すると共に、天然のアミノ酸系除菌成分を使用した「ノンアルコールタイプ」を追加発売。「お手ふきウェットシート」から製品名が変更された。
99.99%除菌ウェットシート
30枚
ウェットシート。アルコールタイプに加え、99.99%除菌タイプで珍しいノンアルコールタイプもラインナップしている。
衛生ケア品
除菌・ウイルス除去スプレー
本体280ml/つめかえ用250ml
衣類・硬質物（プラスチック製品など）に使用する除菌スプレー。
うがい薬
うがい薬【指定医薬部外品】
200ml
有効成分CPC（塩化セチルピリジニウム）を配合した透明タイプのうがい薬。「フルーツミント ピーチ味」と「フルーツミント アップル味」の2種類。
なお、従来の「ブクブクガラガラ液」が発売された後、中外製薬から「アルペン」ブランドのうがい薬（アルペンうがい、アルペンこどもうがい薬）を譲り受けたことで当社のうがい薬のラインナップを拡充。しばらくは「アルペン」のうがい薬と併売されていたが、容器構造・内容量・成分が類似することから、大容量化してポンプ式容器となり、配合成分やフレーバーを変更して差別化した。
業務用
薬用泡ハンドソープ プロ無香料【医薬部外品】
550ml/2L/4L/10L
「薬用泡ハンドソープ」の無香料タイプ。
泡で出る消毒液【指定医薬部外品】
550ml/2L
泡タイプの手指消毒剤。以前は一般向けに「薬用泡で出てくる消毒液」の製品名で発売されていたが、現在は業務用のみの発売である。また、550mlは「薬用泡ハンドソープ 業務用」と同じ容器形状で、抗菌ポンプヘッドも採用する。
せいけつボディソープ【医薬部外品】
4L/10L
薬用ボディソープ。以前は一般向けにも発売されていたが、現在は業務用のみの発売で、レモンとオレンジの香り（一般向けの「わくわくレモン&オレンジ」相当）である。
ギフト製品
ギフトセット
「キレイキレイ」シリーズを詰め合わせたギフトセット。
スーパー・小売店向けのLKGとデパート向けのLKGDの2つのラインがあり、LKGにLKG-6Aが設定されている点以外、セット内容は同一で、包装箱のデザインが異なる程度である。
スーパー・小売店向けのみの設定となるLKG-6Aは「薬用泡ハンドソープ」の本体と「お手ふきウエットシート ノンアルコールタイプ」10枚入りの構成。LKG-10V/LKGD-10V（以下、10V）はLKG-6Aのセット構成に「薬用泡ハンドソープ」のつめかえ用を追加。LKG-15V/LKGD-15V（以下、15V）は10Vのセット構成に「薬用泡ハンドソープ」のつめかえ用と「お手ふきウエットシート ノンアルコールタイプ」を各1つずつ追加。LKGD-20Y（以下、20Y）は15Vのセット構成から「お手拭きウエットシート ノンアルコールタイプ」を省く代わりに「薬用泡ハンドソープ」の本体・つめかえ用を1つずつ追加。LKGD-30Y（以下、30Y）は20Yのセット構成に「薬用泡ハンドソープ」の本体1本、つめかえ用2袋を追加した構成となる。
2021年5月に20Yと30Yがリニューアルされ、セットされる「薬用泡ハンドソープ」が1種類のみとなった。「薬用泡ハンドソープ」のリニューアルに伴ってLKGは2023年9月にリニューアルされ、20Y・30Yは包装箱がコンパクト化されるとともに、本体を1本減らす代わりにつめかえ用を1袋増量して、LKG-20/30となった。
また、法人向けノベルティ製品としてLBHも設定されている。こちらは「薬用液体ハンドソープ」が主体のセットとなっており、本体・つめかえ用ペア構成のLBH-6P、6Pにノベルティ専用デザインの「除菌ウェットシート アルコールタイプ」10枚を追加したLBH-8P、6Pに「薬用液体ハンドソープ」のつめかえ用を1個追加したLBH-10P、6Pに「薬用液体キッチンハンドソープ」の本体・つめかえ用を追加したLBH-15Pの4種類を設定している。「薬用液体ハンドソープ」「薬用液体キッチンハンドソープ」のパッケージデザインリニューアルに伴い、LBH-6Pは2020年3月、LBH-8P/10P/15Pは同年5月に順次リニューアルされた。
薬用泡ハンドソープセット【医薬部外品】
「薬用泡ハンドソープ」の本体・つめかえ用をセットにしたLBB-8Eのみの設定。ギフトセットのLBH同様、法人向けのノベルティ製品として扱われている。パッケージデザインリニューアルに伴い、2020年5月にリニューアルされた。
薬用ハンドコンディショニングソープギフト【医薬部外品】
2023年9月発売。「薬用ハンドコンディショニングソープ」の詰め合わせ。法人向けのノベルティ製品として扱われている。本体・つめかえ用ペア構成のLKC-15と、LKC-15につめかえ用を3袋追加したLKC-30の2種類が設定される。
製造終了品
薬用キッチン液体ハンドソープ【医薬部外品】
本体250ml/つめかえ用200ml
殺菌成分と天然オレンジオイルを配合した液で出るタイプのキッチン用ハンドソープ。本体はポンプ部が緑となる。単独ブランドで発売されていた「液体キッチンライムソープ」の後継製品であった。「薬用キッチン泡ハンドソープ」への統合のため、2023年9月製造終了。
薬用泡で出てくる消毒液【指定医薬部外品】
250ml/つめかえ用230ml/携帯用50ml
泡タイプの消毒液。つめかえ用は1回で本体に全量詰め替えられるが、継ぎ足し補充に対応する為キャップがついている（つめかえ用は250mlボトル専用で、「携帯用」へのつめかえは不可となっていた）。「薬用ハンドジェル」の発売に伴い、2018年9月製造終了。なお、業務用は「泡で出る消毒液」として継続発売されている。
薬用手指の消毒スプレー【指定医薬部外品】
本体350ml/つめかえ用340ml
下向きノズルでミスト状に噴霧するノズルスプレータイプ。有効成分としてベンザルコニウム塩化物が配合されている。2025年3月製造終了。
薬用手指の消毒ジェル【指定医薬部外品】
本体230ml/つめかえ用200ml/携帯用28ml
ジェルタイプ。有効成分としてベンザルコニウム塩化物が配合されている。携帯用は外装がジップ付スタンディングパウチとなっており、持ち歩きの際の袋を兼ねている。「薬用手指の消毒ジェルプラス」の再発売に伴い、2025年4月製造終了。
お肌清潔シート
手肌清潔成分グルコン酸クロルヘキシジンを配合し、凹凸面のあるメッシュタイプの不織布を採用したシート。
ブクブクガラガラ液【医薬部外品】
薬用ボディソープ
キレイキレイ せいけつボディソープ【医薬部外品】
ポンプ580ml/つめかえ用420ml
香りは「わくわくレモン&オレンジ（黄）」と「るんるんフレッシュピーチ（ピンク）」の2種類。2016年9月製造終了。なお、「わくわくレモン&オレンジ」に相当する製品は業務用として継続発売されている。
薬用せっけん【医薬部外品】
1個バラ100g、3個パック100g×3。2012年9月製造終了。
除菌ハンドスプレー（レギュラーサイズ／携帯サイズ）
絆創膏【医薬部外品】
当時初めてとなる新指定の医薬部外品（現在の指定医薬部外品）で発売された絆創膏で、パッド部分の不織布に消毒成分のアクリノールを配合。テープ部にはパッケージと同じ「キレイキレイ」ファミリーのキャラクターデザインが描かれていた。
お台所の漂白・除菌リキッド（キッチンキレイキレイ）
2012年3月製造終了。
お台所の漂白・除菌泡ジェル（キッチンキレイキレイ）
2012年3月製造終了。
お台所のアルコール除菌スプレー（キッチンキレイキレイ）
「ルック キッチン用 アルコール除菌スプレー」へ継承のため、2012年3月製造終了。
お台所の生ごみ消臭スプレー（キッチンキレイキレイ）
「ルック キッチン用 生ゴミ消臭&防臭スプレー」へ継承のため、2012年3月製造終了。
お台所ふきん（キッチンキレイキレイ）
カニの殻から抽出された天然抗菌成分キチン・キトサンを含んだ繊維を使用し、不織布と織物を組み合わせた三層構造を採用したふきん。

## 競合商品
ビオレu（花王） - このシリーズの対抗商品
ミューズ　(石鹸) - キレイキレイの発売開始当初から長年競争関係がある。